# Nagurus ziegleri
Nagurus ziegleri är en kräftdjursart som beskrevs av Helmut Schmalfuss 1994. Nagurus ziegleri ingår i släktet Nagurus och familjen Trachelipodidae. Inga underarter finns listade i Catalogue of Life.